# Ingenuity (helikopter)

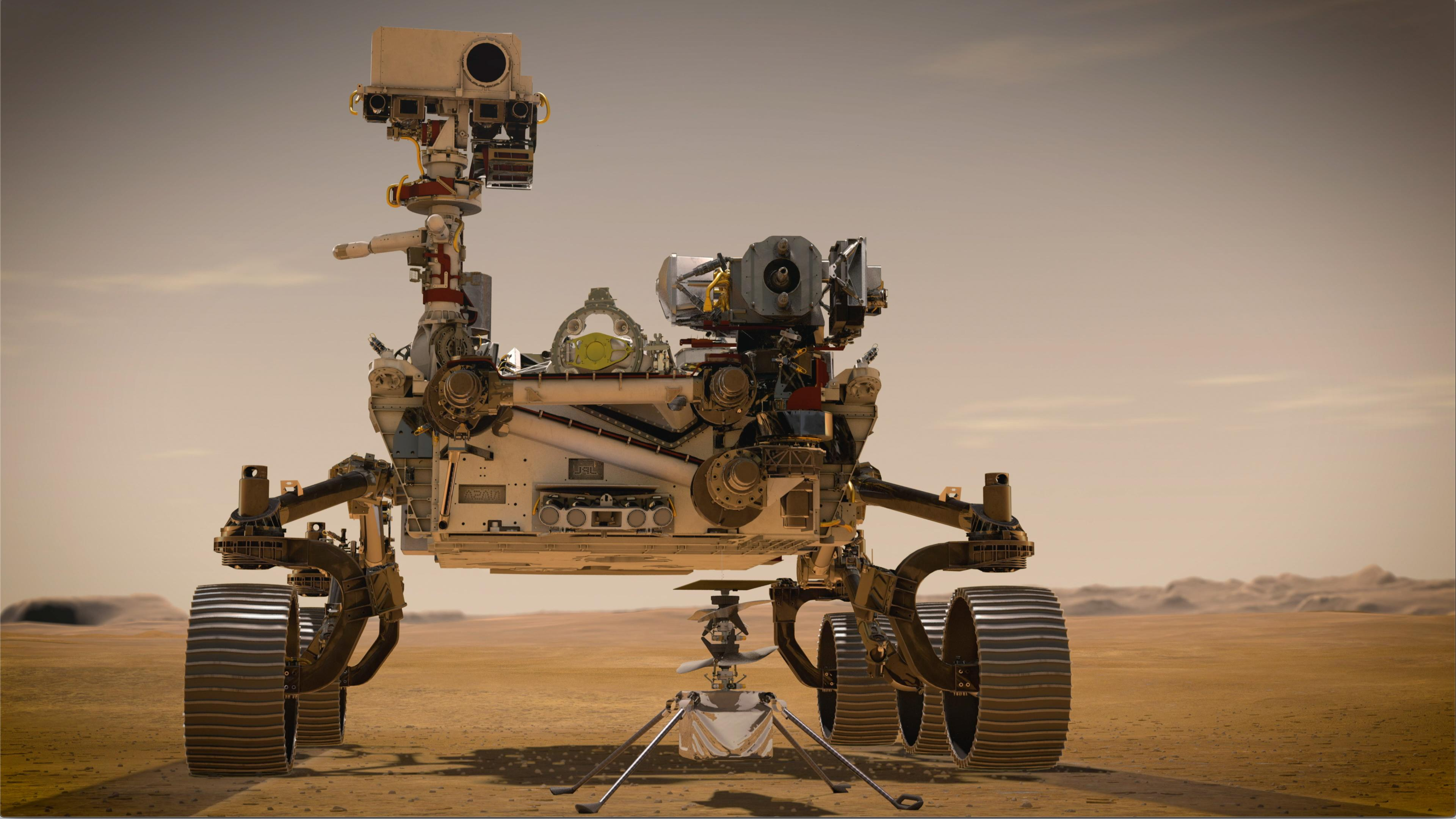
Artist impression Perseverance en Ingenuity

Selfie Perseverance en Ingenuity

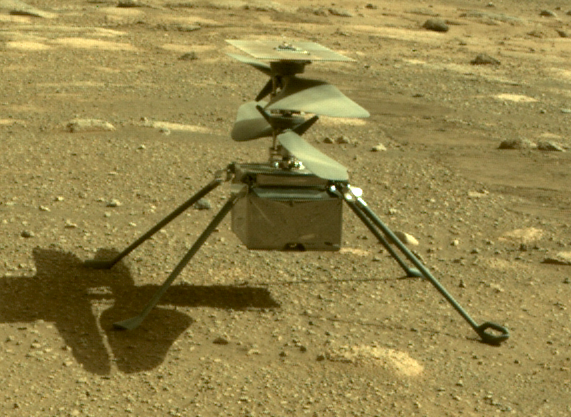
Ingenuity los van Perseverance

Ingenuity was een onbemande robothelikopter die op Mars is geland op 18 februari 2021, samen met de Perseverance-rover als onderdeel van de NASA Mars 2020-missie. Ingenuity maakte in bijna drie jaar tijd 72 vluchten. Ingenuity is de eerste (en vooralsnog enige) helicopter die een vlucht op een ander hemellichaam dan de Aarde maakte.

## Doelstelling
Ingenuity wordt ingezet om te testen of helikopters gebruikt kunnen worden om Mars te verkennen en om te helpen bij het plannen van de navigatie voor toekomstige Marsrovers. Het enige waarnemende instrument op de helikopter is een camera. Deze werd vooraf vooral als bonus "voor mooie plaatjes" gezien en niet zozeer als een wetenschappelijk instrument. NASA wilde aanvankelijk maar vijf testvluchten maken en Ingenuity dan loslaten om zich volledig op de missie van Perseverance te gaan richten. Maar na vier succesvolle vluchten besloot men dat Ingenuity  onderdeel van de Persevearance-rovermissie werd.
De moeilijkheidsgraad van een helikopter op Mars is dat de atmosfeer op Mars zeer ijl is: deze is vergelijkbaar met de aardse atmosfeer op 30 kilometer hoogte. De rotoren draaien daarom met een snelheid van 2500 omwentelingen per minuut; vijf maal zo snel als een normale aardse helikopter. Tests op aarde moesten in een vacuümkamer plaatsvinden waar de luchtdruk van Mars werd gesimuleerd. Op Mars is de lagere zwaartekracht, een derde van de aardse, voor de helikopter een voordeel.
Op Ingenuity is een klein stukje stof aangebracht van een van de vleugels van Flyer 1, het vliegtuig waarmee de Gebroeders Wright de eerste vliegtuigvlucht ooit maakten.
De ontwikkeling en de bouw van Ingenuity kostte ongeveer 80 miljoen dollar. Voor de bouw werden onderdelen gebruikt die in de handel algemeen verkrijgbaar waren in plaats van maatwerkonderdelen. De boordcomputer van de helikopter maakt gebruik van een Linux-besturingssysteem.

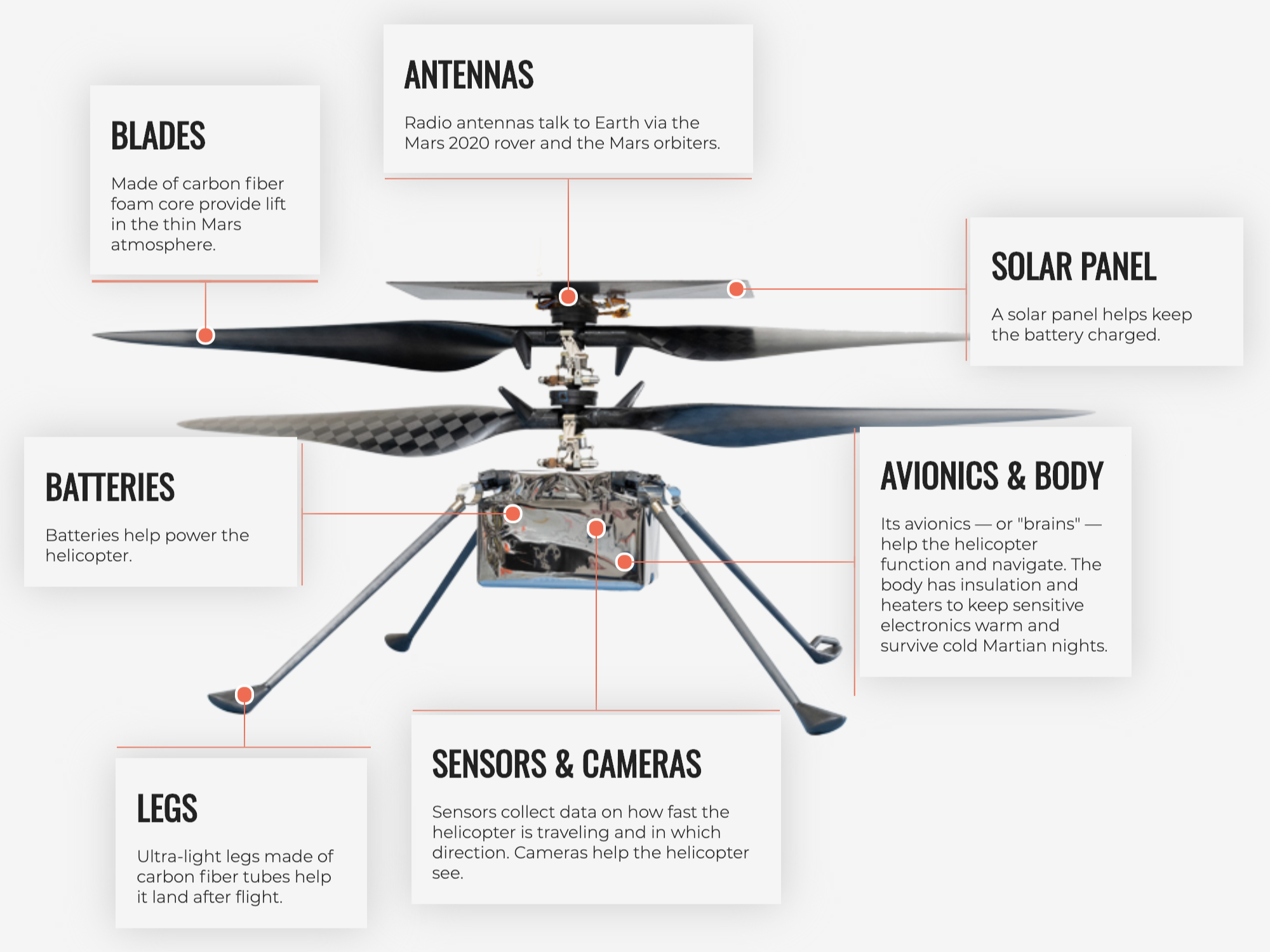
Schema met de componenten van Ingenuity

## Missieverloop
Een dag na de succesvolle landing op Mars verzond Ingenuity zijn eerste signaal. De helikopter zat toen nog aan de onderkant van Perseverance bevestigd. In aanloop naar de ontkoppeling werden op 29 en 30 maart de landingspoten uitgeklapt. Op 5 april werd Ingenuity succesvol losgekoppeld van Perseverance en vanaf een hoogte van ongeveer 10 cm op de planeet geplaatst. Op 11 april werd de eerste vlucht van Ingenuity uitgesteld. Door een probleem met de software aan boord van de helikopter werd het systeem automatisch stilgezet bij het overschakelen van 'pre-flight'-modus naar 'flight'-modus.

### Eerste vlucht
Op 19 april 2021 om 07:34 UTC ondernam JPL de eerste poging tot een vlucht en steeg de drone op. De vlucht duurde 38 seconden waarbij 30 seconden werd stilgehangen op ongeveer drie meter hoogte. Tussen 10:43 en 10:46 UTC kwam het eerste datapakket bij Mission Control binnen. Om 10:48 kon worden begonnen met het uitpakken van deze data. Om 12:53 werd duidelijk dat de korte vluchtmanoeuvre volledig en met succes was uitgevoerd. Kort daarop kwamen ook foto’s en beelden van perseverance binnen die de succesvolle vlucht bevestigden. De plaats waar de vlucht plaatsvond kreeg van NASA de naam Wright Brothers Field.

### Tweede vlucht
Op 22 april werd een tweede testvlucht gehouden met als doel een vluchtduur van 50 seconden waarbij een hoogte van ongeveer vijf meter zou worden bereikt, vijf graden wordt gekanteld en twee meter zijwaarts wordt gevlogen. Ook deze vlucht verliep succesvol.

### Derde vlucht
Tijdens de derde vlucht op 25 april vloog de helikopter met een snelheid van 2 meter per seconde over een afstand van 100 meter en keerde terug op zijn beginpositie. Tijdens deze vlucht werd tevens het navigatiesysteem getest.

### Vierde vlucht
Op 29 april 2021 lukte het niet om Ingenuity te laten opstijgen door een fout in de software die hem niet in vluchtmodus schakelde. De volgende dag werd de vierde vlucht alsnog gemaakt. De vlucht duurde 117 seconden en Ingenuity vloog 133 meter voorwaarts en terug. Na deze vierde en laatste testvlucht was NASA dusdanig tevreden over de helikopter dat ze besloten Ingenuity als onderdeel van de Perseverance-rovermissie in te zetten als verkenner zodat rijroutes gemakkelijker uit te stippelen zijn en studieobjecten kunnen worden gevonden waar Perseverance vervolgens naartoe kan rijden.

### Vijfde vlucht
Ingenuity heeft het Wright Brothers Field waar vandaan de eerste vier vluchten zijn uitgevoerd op 7 mei 2021 verlaten tijdens de eerste enkele reis naar een locatie op 129 meter ten zuiden van Wright Brothers Field. Na aankomst op de nieuwe locatie steeg Ingenuity naar een hoogte van 10 meter waarna enkele hoge resolutie beelden werden gemaakt. Vervolgens werd de landing succesvol uitgevoerd. Het gebruik van de helikopter zal zich nu gaan richten op de mogelijkheden die het gebruik van een hefschroefvliegtuig kan bieden op Mars.

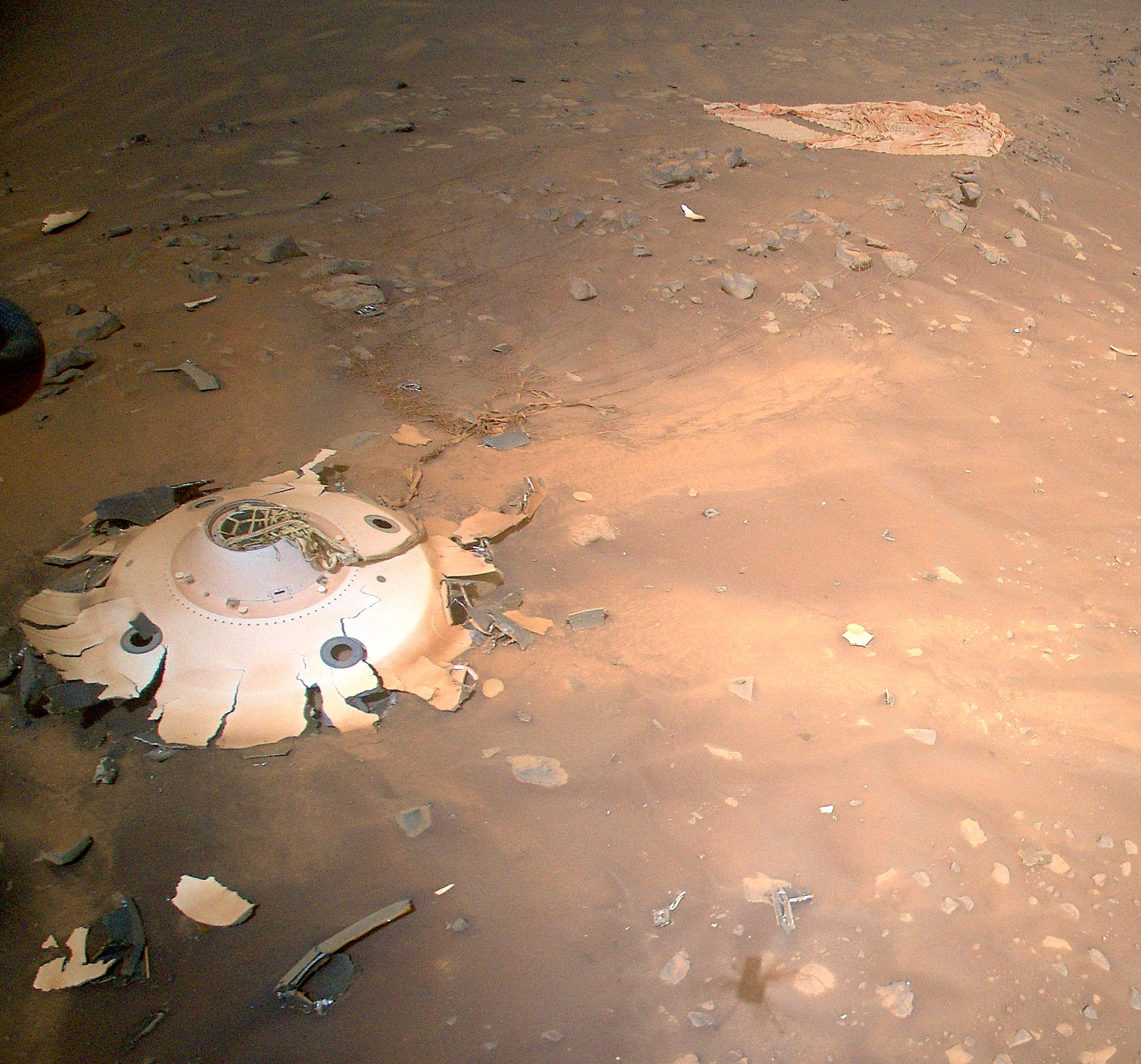
Parachute en ‘back shell’ gebruikt door de Perseverance-rover

### Latere vluchten
Op 15 december 2021 had Ingenuity inmiddels gespreid over 16 vluchten een half uur gevlogen. Daarbij werd een afstand van 3.592 meter afgelegd met een maximum hoogte van 12 meter. Op 28 februari 2022 werd de 20e vlucht volbracht. Op 12 april 2022 werd de 25ste vlucht voltooid waarbij een afstand van 704 meter werd afgelegd met een snelheid van 5.5 meter per seconde, een nieuw record voor de helikopter.
Tijdens de 26e vlucht op 19 april 2022 fotografeerde Ingenuity de parachute en ‘back shell’ die zijn gebruikt door de Perseverance-rover op 18 februari 2021 tijdens de landing naar de Jezero-krater op Mars. De 30e vlucht werd op 20 augustus 2022 volbracht.

### Vlucht 72, laatste vlucht
Op 18 januari 2024, tijdens de 72e vlucht, ging het contact tussen Perseverance en Ingenuity verloren tijdens de landingsmanoeuvre. JPL onderzocht of ze het contact konden herstellen. Na een 'luistersessie' van enkele dagen om af te wachten of Ingenuity weer een signaal zou versturen, ontving Perseverance op 20 januari een signaal, waarna het contact kon worden hersteld. Er werd nog verder onderzoek naar de oorzaak gedaan.
Op 25 januari 2024 meldde JPL dat uit foto’s die Perseverance van Ingenuity had genomen was gebleken dat de rotor beschadigd was geraakt en dat Ingenuity niet meer kan vliegen.